# Phare nord de Navesink
Le phare nord de Navesink est l'un des deux phares nommés (en anglais : Navesink Twin Lights)
situé à Highlands dans le comté de Monmouth, New Jersey. Inactif depuis 1898, il a été réactivé en 1962 et fait partie du Twin Lights State Historic Site.
Le site est inscrit au Registre national des lieux historiques depuis le 2 décembre 1970 sous le no 70000389 et déclaré National Historic Landmark dans le New Jersey le 17 février 2006.

## Historique
Les deux phares sont une paire de balises situées à 246 pieds (75 m) au-dessus du niveau de la mer sur les promontoires des Navesink Highlands (en). Ils surplombent la baie de Sandy Hook, l'entrée du port de New York et l'océan Atlantique.
Un phare existait sur le site depuis 1828, date à laquelle il est devenu un guide important et un point de repère pour les navires naviguant aux entrées difficiles du port de New York.
La structure a été construite en 1862. Les tours non identiques de jour et les deux balises de nuit - un clignotant et un fixe - ont permis aux marins d'identifier facilement l'identité de l'installation, permettant ainsi une détermination approximative de leur emplacement à l'approche du port.
Ce fut le premier phare américain à tester une lentille de Fresnel et fut également le site d'une démonstration par la Compagnie Marconi de la télégraphie sans fil en 1899. 

### La tour nord
La lumière de la tour nord a été interrompue en 1898. En 1962, le site a été remis à l'État du New Jersey, par le Borough of Highlands. Une lentille de Fresnel du sixième ordre précédemment acquise a été installée dans la tour nord par le Shrewsbury Power Squadron et présentée à la ville qui a réactivé la tour nord en 1962 comme une aide privée à la navigation.
Au musée actuel, des visites du phare, une montée de la tour nord et sa vue imprenable sur l'océan et une vue de l'équipement du phare attendent les visiteurs. Une lentille de Fresnel à deux valves est aussi exposée au musée. Le site historique d'État Twin Lights fait partie de la  New Jersey Coastal Heritage Trail Route (en).

### La tour sud
La tour sud fut électrifiée, l'un des premiers phares des États-Unis à le faire. Il a été automatisé en 1949, mais a été interrompu en 1952 à mesure que l'importance de la lumière diminuait. Elle émet un feu blanc fixe.

## Description
Le phare  est une tour octogonale en grès brun avec galerie et lanterne à claire-voie de 22 m de haut. La tour nord est reliée par une muraille à la tour sud.
Son feu isophase émet, à une hauteur focale de 75 m, une longue lumière blanche de 5 secondes par période de 10 secondes. Sa portée n'est pas connue.

## Caractéristiques dufeu maritime
Fréquence : 10 secondes (W)
- Lumière : 5 secondes
- Obscurité : 5 secondes

Identifiant : ARLHS : USA-530 ; USCG : 1-35025 ; Admiralty : J1032 .

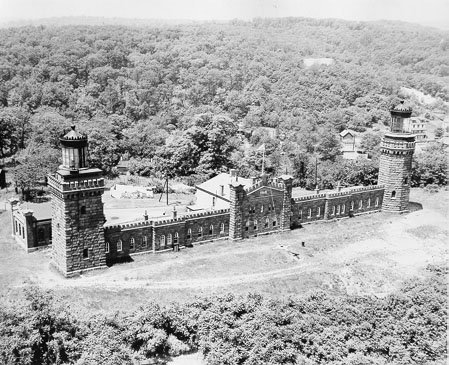
Les phares (photo USCG)
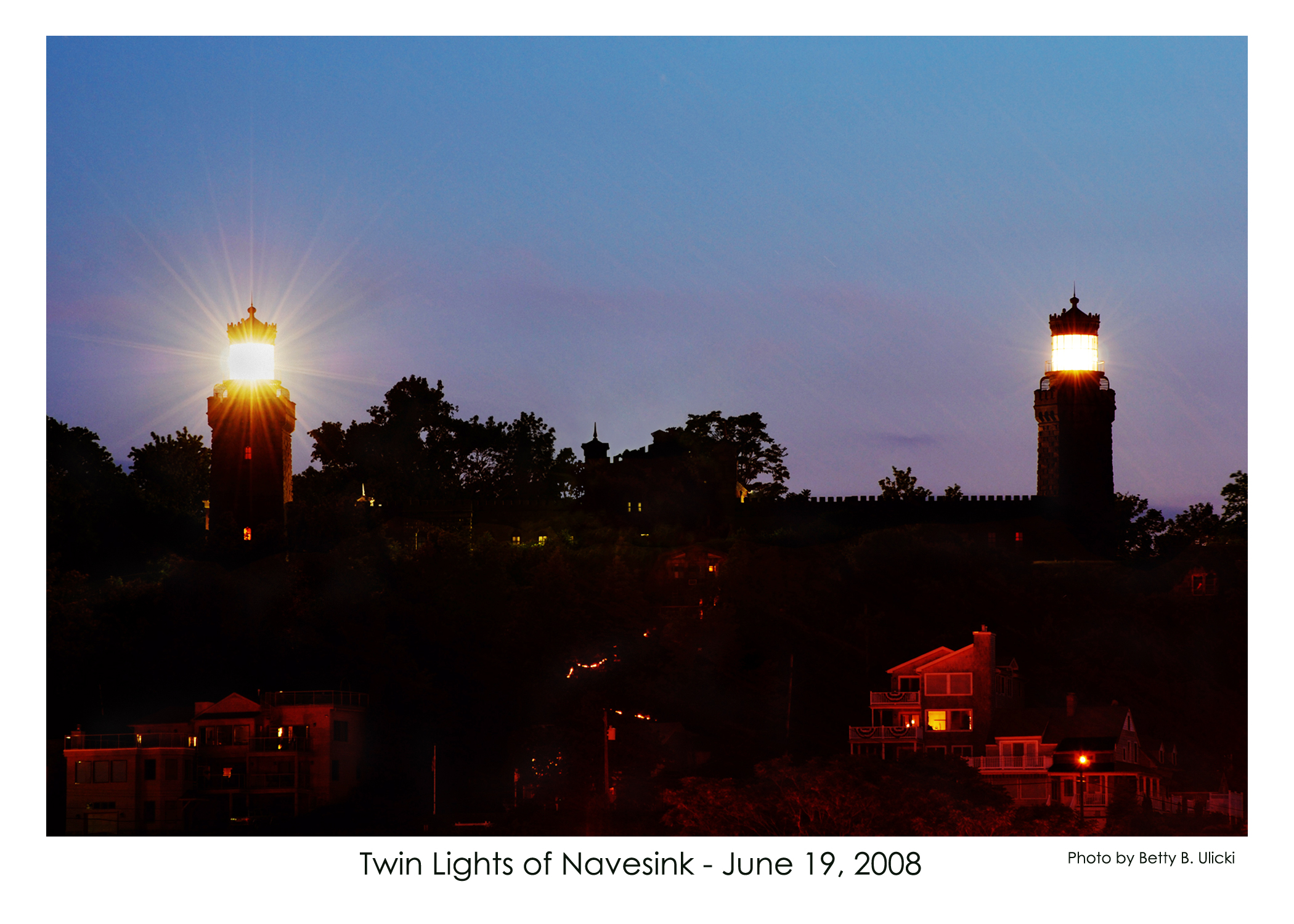
Les phares la nuit
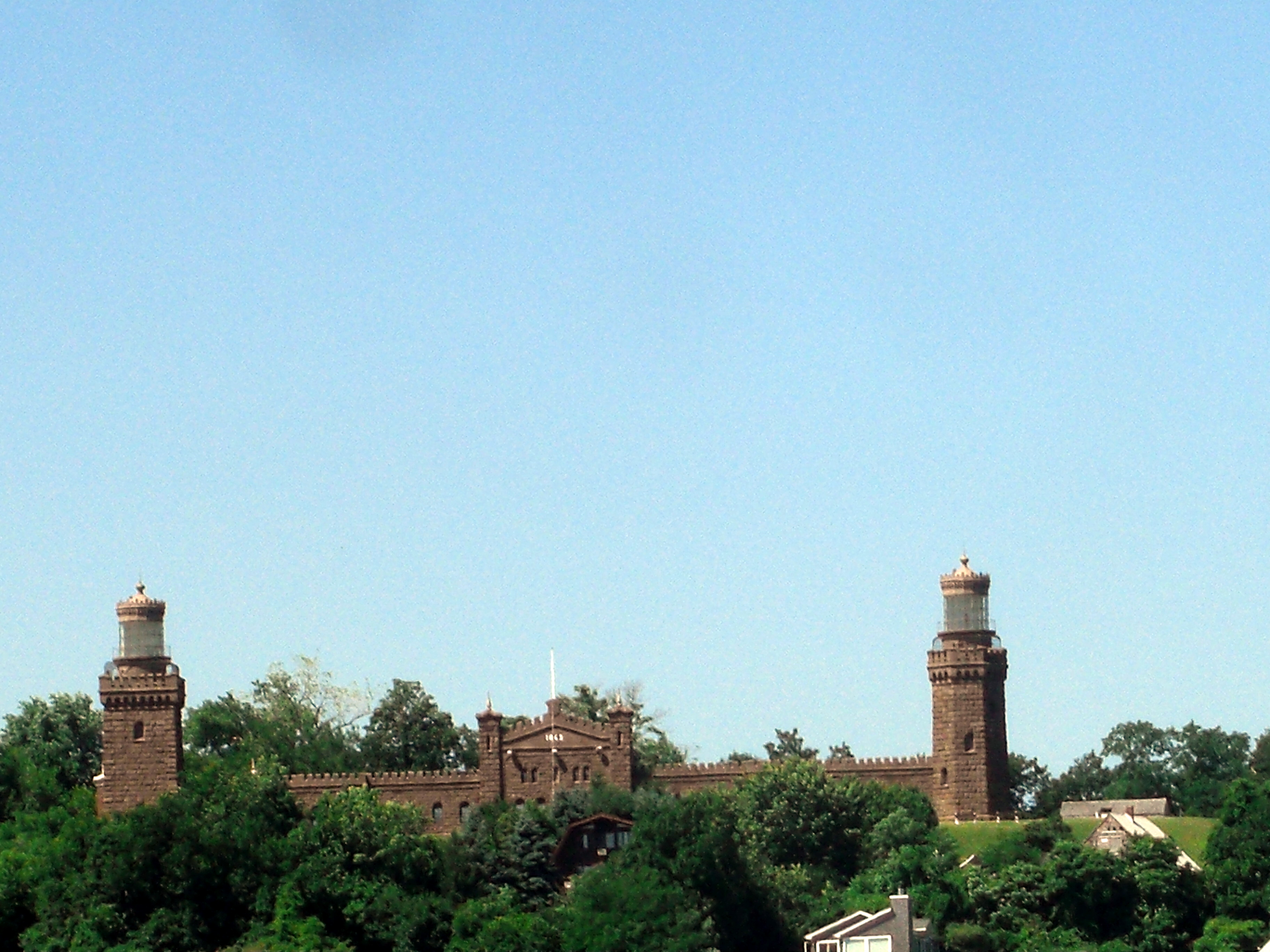
Les deux tours
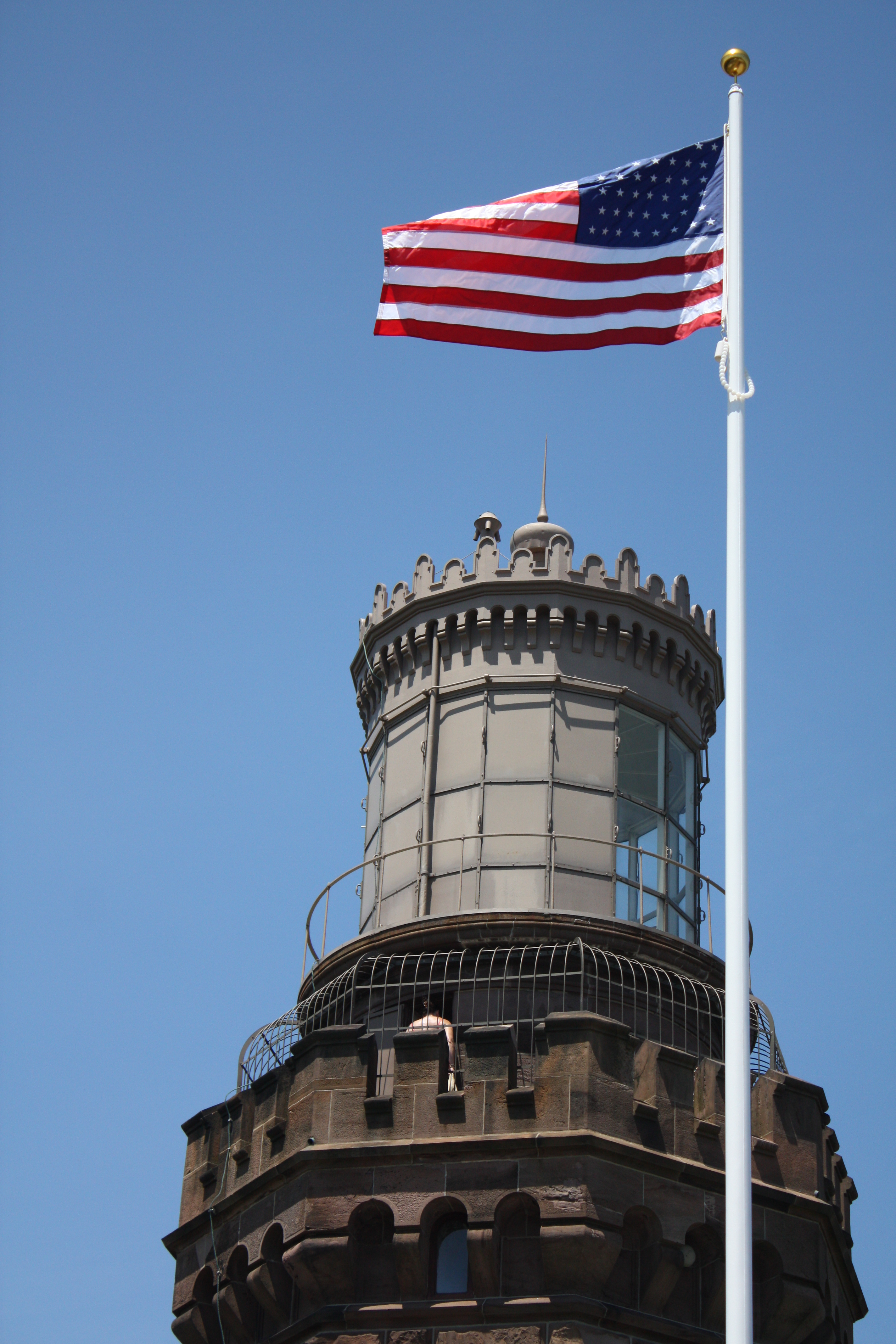
La lanterne

### Lien connexe
- Liste des phares du New Jersey